# Karl Kromer
Karl Kromer (* 3. August 1924 in Wien; † 19. September 2003 ebenda) war ein österreichischer Prähistoriker.

## Leben und Wirken
Nach Ablegung der Matura an der Neulandschule in Wien studierte Kromer ab 1943 an der Universität Wien Urgeschichte, Volkskunde und Alte Geschichte. Er promovierte im Jahre 1947 und war von 1946 bis 1959 als Assistent bzw. Kustos und anschließend Leiter der Prähistorischen Abteilung des Naturhistorischen Museums in Wien tätig. 1960 war Karl Kromer einer der Gründer des „Internationalen Ostalpenkomitees“, das sich aus Fachvertretern Österreichs, Sloweniens und Italiens zusammensetzte und sich die Diskussion, Erforschung und Veröffentlichung von größeren Fundkomplexen aus Gebieten der ehemaligen Monarchie zur Aufgabe machte. 
Von 1967 bis zur Emeritierung im Jahre 1986 hatte er an der Universität Innsbruck den Lehrstuhl für Vor- und Frühgeschichte inne. 1986 erfolgte die Ernennung zum Mitglied der Prähistorischen Kommission der Österreichischen Akademie der Wissenschaften. 
Die Pensionsjahre verbrachte er in Wien, wo er bis 1994 am Institut für Ur- und Frühgeschichte sporadisch Vorlesungen zur Systematischen Urgeschichte (Zyklus), Chronologie, Kreta und Mykene, Picenum und Ägypten in vordynastischer Zeit hielt. 
Kromer machte sich vor allem einen Namen durch die Aufarbeitung und Veröffentlichung des Hallstätter Gräberfeldes (Hallstattkultur) und durch seine über Jahrzehnte geführten Grabungen in Ägypten und dem Iran.
Er wurde am Neustifter Friedhof in Wien bestattet.

## Schriften (Auswahl)
- Brezje – eine hallstättische Hügelnekropole in Krain. Dissertation. Universität Wien, Wien 1947, OBV.
- Zum Picenterproblem. In: Mitteilungen der Prähistorischen Kommission der Österreichischen Akademie der Wissenschaften, Band 5,5, ZDB-ID 206083-8. Rohrer, Wien 1950, OBV, S. 132–155.
- Zur Frühgeschichte Roms. Mitteilungen der Prähistorischen Kommission der Österreichischen Akademie der Wissenschaften, Band 6,2, ZDB-ID 206083-8. Rohrer, Wien 1953, OBV, S. 120–144.
- Wilhelm Ehgartner, —: Die Awaren von Zwölfaxing. In: Herbert Mitscha-Märheim: Zur Geschichte der Awaren. Flugblatt (Naturhistorisches Museum Wien), Band 11, (ohne ZDB-ID). Naturhistorisches Museum Wien, Wien 1956, OVB.
- Christian Pescheck, —: Die hallstättischen Grabhügel in Niederösterreich und im Burgenland. Aus: Mitteilungen der Anthropologischen Gesellschaft in Wien, Band 87, ZDB-ID 206023-1. Berger, Horn/Wien 1957, OBV, S. 53–66.
- Das Gräberfeld von Hallstatt. Monographie, International Association for Classical Archaeology, Band 1. Sansoni, Florenz 1959. (Habilitationsschrift), OBV.
- Hallstatt, die Salzhandelsmetropole des ersten Jahrtausends vor Christus in den Alpen. Katalog zur Ausstellung. Naturhistorisches Museum, Wien 1963, OBV.
- Von frühem Eisen und reichen Salzherren. Die Hallstattkultur in Österreich. Wollzeilen-Verlag, Wien 1964, OBV.
- Römische Weinstuben in Sayala (Unternubien). Berichte des Österreichischen Nationalkomitees der Unesco-Aktion für die Rettung der Nubischen Altertümer, Band 4. Böhlau, Graz/Wien (u. a.) 1967, OBV.
- Österreichische Ausgrabungen in Giseh (Var). Vorbericht über die Frühjahrskampagne 1971
- Die ersten Europäer. Pinguin-Verlag, Innsbruck/Umschau 1980, OBV. (Sonderausgabe: Prisma-Verlag, Gütersloh 1987, ISBN 3-570-09962-8).

## Auszeichnungen, Ehrungen
- 1966: Theodor-Körner-Preis der Stadt Wien [3]
- 1979: Österreichisches Ehrenkreuz für Wissenschaft und Kunst I. Klasse (für besondere Verdienste um die archäologische Forschung im In- und Ausland) [2]